# Yocón
Yocón é uma cidade hondurenha do departamento de Olancho.